# Bielawińce
Bielawińce (ukr. Білявинці, Bilawynci) – wieś na Ukrainie, w obwodzie tarnopolskim, w rejonie czortkowskim. W 2001 roku liczyła 624 mieszkańców. Przez wieś przebiega droga terytorialna T2006.

## Historia

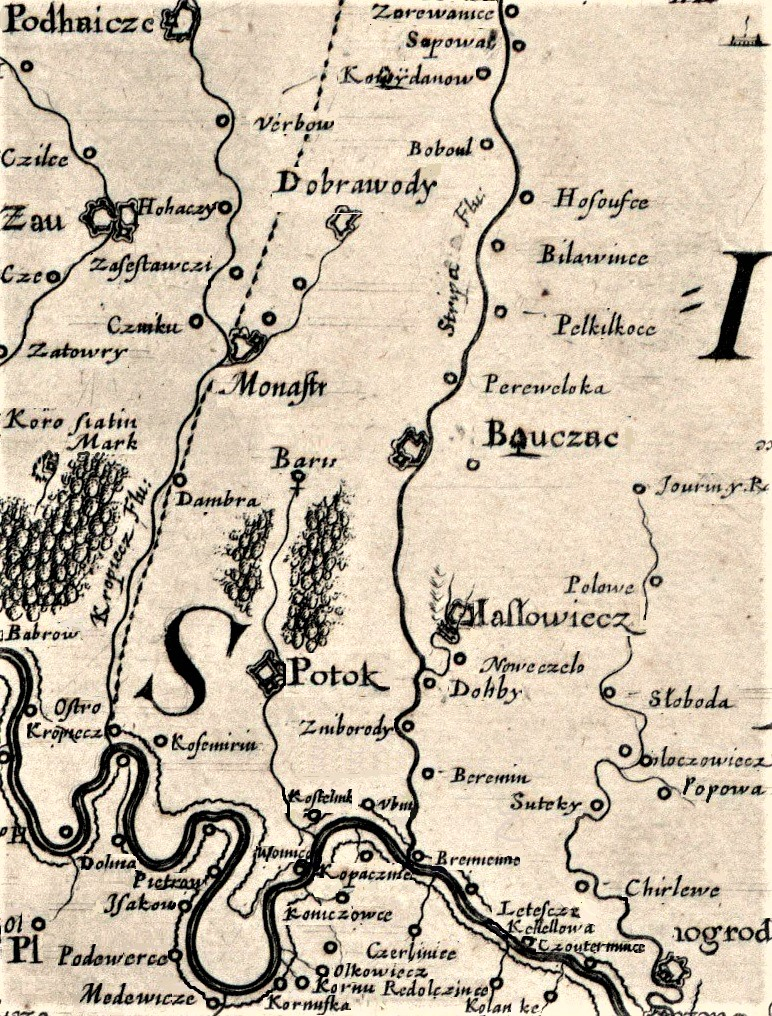
Bilawince na mapie z 1650 r.

Juliusz Leopold Franciszek Korytowski w 1865 zaślubił Wandę z Młockich, właścicielkę dóbr ziemskich Bielawińce, Kurdwanówka, Petlikowce Nowe, Petlikowce Stare, córkę Franciszka i Sabiny z Dziokowskich herbu Trąby z odmianą.
Po zakończeniu I wojny światowej, od listopada 1918 roku do lata 1919 roku Bielawińce znajdowały się w Zachodnioukraińskiej Republice Ludowej.
W II Rzeczypospolitej miejscowość stanowiła początkowo samodzielną gminę jednostkową. 1 sierpnia 1934 roku w ramach reformy na podstawie ustawy scaleniowej została włączona do zbiorowej gminy wiejskiej Petlikowce Stare w powiecie buczackim, w województwie tarnopolskim. W 1939 r. wieś liczyła prawie 929 mieszkańców, w tym ok. 20% Polaków.
W latach 1944–1945 nacjonaliści ukraińscy z OUN - UPA zabili w wiosce łącznie 9 Polaków.

## Religia
We wsi znajduje się cerkiew pw. Ducha Świętego.

## Związani z miejscowością
- Sołomija Kruszelnyćka herbu Sas – ukraińska wokalistka (sopran) i pedagog urodziła się we wsi.
- na cmentarzu we wsi pochowana jest Konstancja 1 voto Bielska, 2 voto Rogalińska (zm. 1786/87[4] lub 17 sierpnia 1787 we Lwowie[5]), nagrobek przypisuje się Hartmanowi Witwerowi[4].